# Tarnung

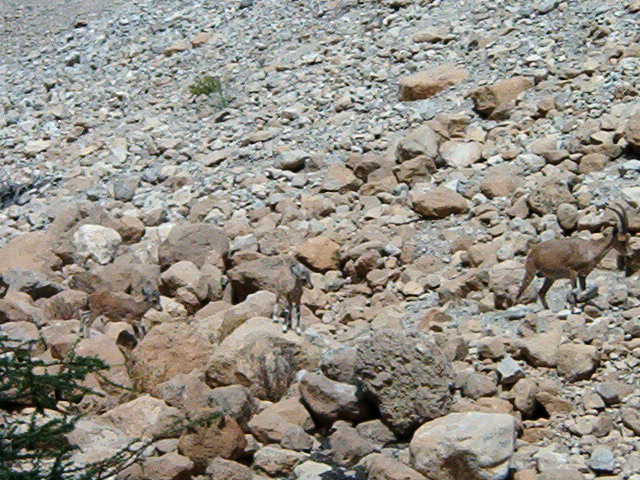
Tarnung in der Natur

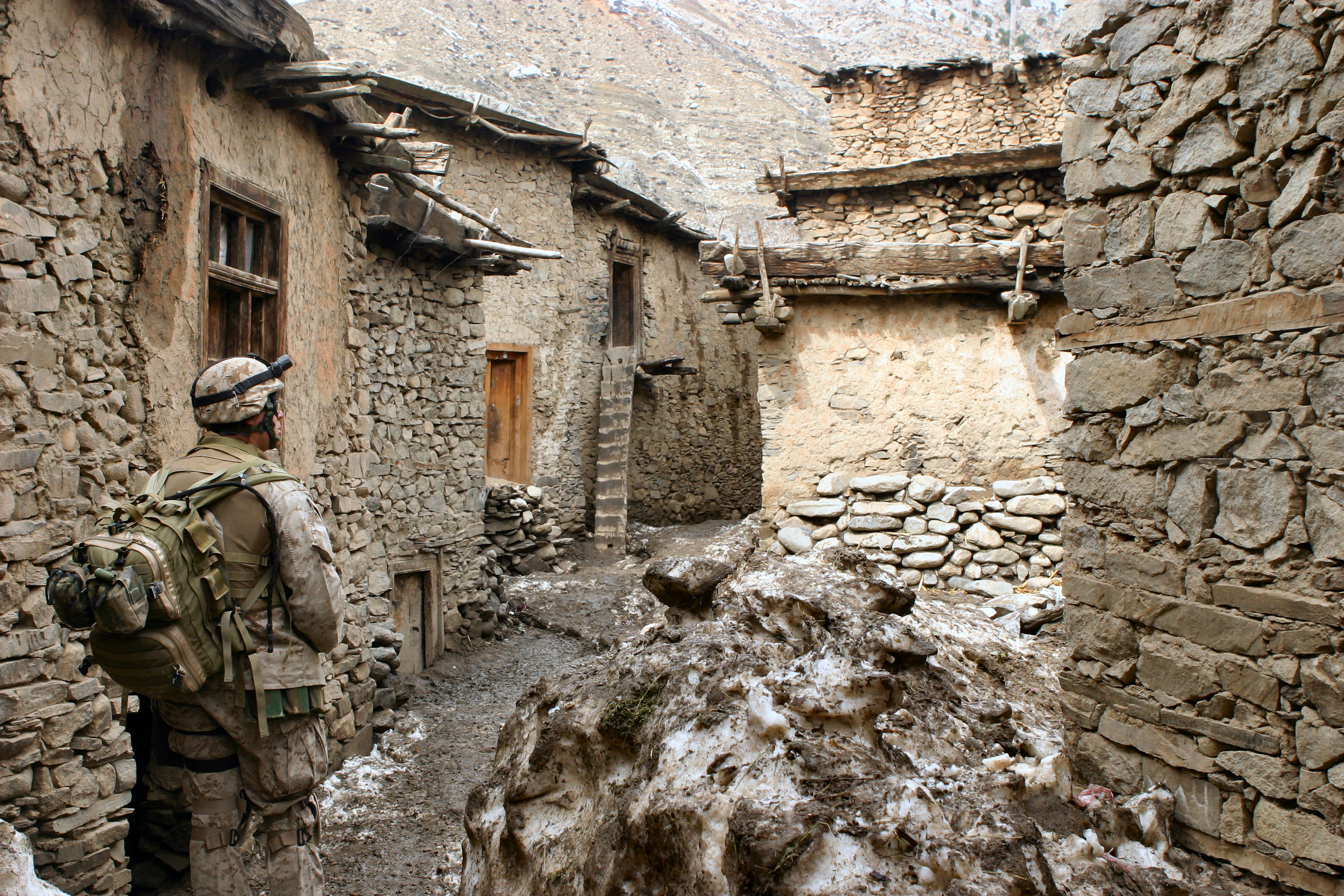
Tarnung durch Tarnkleidung beim Militär

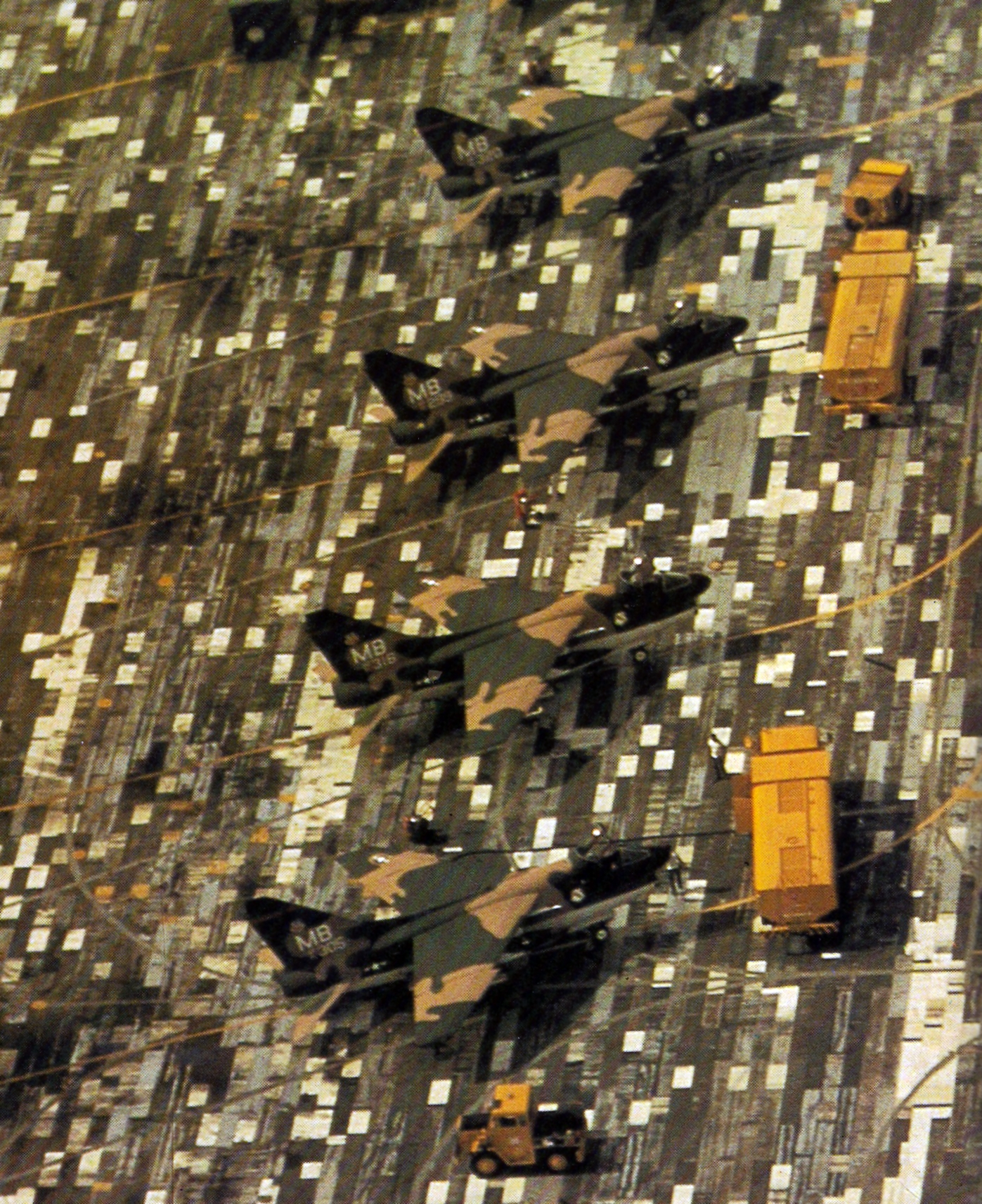
Tarnung von Flugzeugen durch Anpassung des Hintergrunds

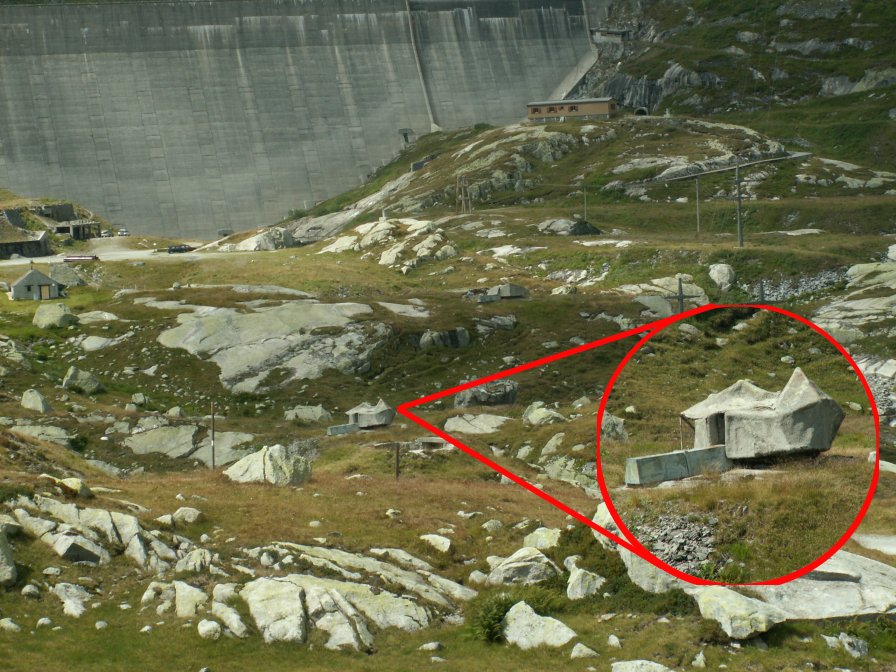
Tarnung von stationärer Ausrüstung (Panzerturm des Artilleriewerks San Carlo) durch Aufnahme von Strukturen der Umgebung

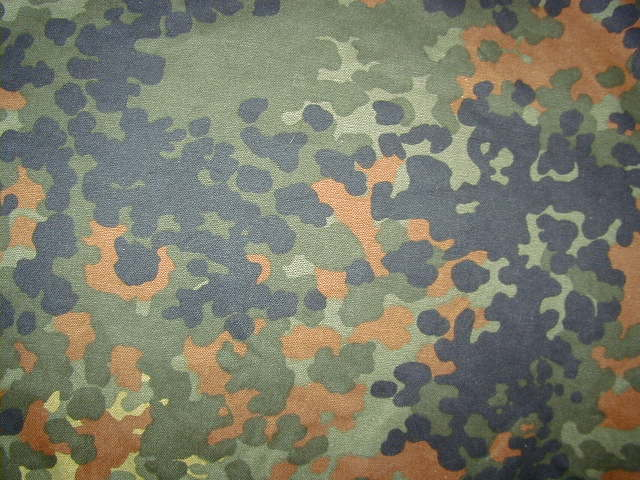
Flecktarn-Muster der Bundeswehr

Tarnung dient dazu, die Erscheinungsbilder von Lebewesen oder Sachen so zu verändern, dass sie nicht mehr oder nur noch mit Mühe zu erkennen sind.

## Überblick
Tarnung kann auf unterschiedlichen Wegen realisiert werden. Beispielsweise geschieht dies zum mit Hilfe von Tarnkleidung mit Tarnmustern sowie Bewegungslosigkeit oder dem Gelände angepassten Bewegungslinien, um diese gegen Sicht auch durch natürliche Schattenbildung auszunutzen. Im Militär wird im weiteren Sinne von Tarnen und Täuschen gesprochen und auch mit Tarnmustern, Tarnfarben und weiteren Maßnahmen wie Düppel (Radartäuschung) erreicht.

### Optische Tarnung
Optische TarnungDurch Tarnfarben, Geländeausnutzung, Bewegungsarmut, Vermeiden des Abhebens vom Hintergrund und Aufbrechen der eigenen optischen Silhouette mit Mustern wie dem Dazzle camouflage oder Flecktarn u. a. auch durch Jutestreifen am Helmbezug oder Formveränderung wie mit einem Mitznefet der israelischen Armee. Im Weiteren dienen auch Nebelgranaten und Nebelwurfkörper zur Tarnung, um dem Gegner die Sicht zur Bekämpfung auf eigene Kräfte zu nehmen.

### Akustische Tarnung
Akustische TarnungDurch Vermeiden oder Maskieren von Geräuschen durch Überlagerung mit anderen, natürlichen Geräuschen.

### Olfaktorische Tarnung
GeruchstarnungAuch olfaktorische Tarnung. Vermeiden von Gewürzen, Rasierwasser, Zigarettenrauch, Feuergeruch oder vermeiden von Brennmaterial mit starkem Geruch.

### Thermische Tarnung
Thermische TarnungAbschirmen von Körperwärme und Geräteabstrahlung durch Geländeausnutzung und spezielle Bekleidung oder Abdeckung. So hilft gegen ein Wärmebildgerät eine sehr dicke Plastikfolie, um die Wärmesignatur des Körpers abzuschirmen.

## Weitere Anwendungsbereiche von Tarnung
Speziell bei größeren Objekten wie Kriegsschiffen oder Kampfflugzeugen soll die Tarnung nicht nur die Entdeckung als solche verhindern, sondern auch die Bestimmung von Größe, Typ und Geschwindigkeit durch den Feind erschweren.
Wesentlich ist in der optischen Tarnung das Umtarnen je nach wechselndem Hintergrund. So ist im Winter die auf offenem, verschneitem Gelände Winter-Tarnbekleidung nützlich, macht aber beim Eintreten in dunklen Wald den Soldaten sichtbar. Grüne Grasbüschel im Helmtarnbezug sind auf einer saftigen Wiese nützlich, in einem erntereifen Kornfeld auffällig.
Beispiele aus der Jagd sind nordamerikanische Prärie-Indianer, die sich bei der Büffeljagd in Bisonfelle hüllten, um sich so unbemerkt an die Herden anschleichen zu können. Schottische Berufsjäger entwickelten für die offenen Highlands den ghillie suit.

Beim Militär wird oft auch die Bezeichnung Camouflage (frz. camoufler „Irreführung, Täuschung, Tarnung“) benutzt. Im Ursprung der militärischen Nutzung wurden Schiffskonturen durch Zackenmuster aufgebrochen (Erster und Zweiter Weltkrieg) und nach Beginn des Ersten Weltkrieges wurde erstmals systematisch militärisches Gerät, wie Geschütze, mit Anstrichen versehen, welche diese besser vor der gegnerischen Aufklärung schützen sollte. Zu Beginn des Zweiten Weltkrieges begann man auch Uniformen in Tarnfarben zu fertigen. Je nach vorherrschender Umgebungsfarbe sind z. B. die Kampfanzüge der Soldaten weiß (im Winter) oder in Erd- und Olivtönen gefleckt eingefärbt und somit für den Feind schlechter wahrnehmbar. In nächtlichen Kampfeinsätzen werden aus dem gleichen Grund die Gesichter geschwärzt. Größere Objekte wie Panzer oder Stellungsgräben werden gegen eine mögliche Entdeckung aus der Luft mit Netzen und Blattwerk abgedeckt. Während in der Zeit des Zweiten Weltkrieges die rein visuellen Tarnmaßnahmen ausreichten, wurden mit der Einführung von neuen technischen Beobachtungsmitteln (z. B. Infrarot) komplexere Tarnungsmittel erforderlich. Multispektrale Tarnnetze wie das SAAB Barracuda Mobile Camouflage System tarnen in mehreren Wellenlängenbereichen, etwa Infrarot (Wärmeabstrahlung), sichtbares Licht und Mikrowellen (Radar). Abwehrmaßnahmen gegen moderne Ortungsverfahren wie Radar oder Sonar werden als Tarnkappentechniken oder Stealthtechniken (englisch stealth Tarnung) bezeichnet.
Neben der absichtlich gewählten Tarnung gibt es auch die unbewusst gewählte Tarnung. Bewegt sich ein dunkel gekleideter Fußgänger beispielsweise nachts zwischen den Leuchtkegeln der Straßenbeleuchtung, kann er vom Autofahrer nicht erkannt werden. Da aufgrund des Kontrast zwischen hellen und dunklem Bereich das Auge schlechter in der Lage ist, im dunklen Bereich verschiedene Grautöne abzustufen. Er befindet sich dadurch unbewusst in einer Tarnzone. Erst wenn er den Lichtkegel der Straßenbeleuchtung betritt, wird er vom Autofahrer wahrgenommen.
Tarnung muss aber nicht immer mit den üblichen Tarnfarben und Verwischung des Umrisses als solches einhergehen. So können Bunker und feste Geschützstellungen als gewöhnliche Häuser getarnt werden, wodurch sie zwar als Gebäude gut und leicht zu erkennen sind, doch in der Nähe von Siedlungen und Städten oder gar eingegliedert in diese keine auffällige Struktur darstellt. Ebenso werden unbefugte Personen, wenn diese ortsübliche Kleidung tragen, z. B. einen Arztkittel im Krankenhaus, nicht so schnell erkannt, auch wenn sie dabei gesehen werden.
Tarnen kann man sich auch durch unauffälliges Verhalten (beispielsweise als Dieb) und durch Angleichung an die Bewegungen oder Geräusche der Umgebung. Auf ähnliche Weise tarnen sich Computerviren und Krebszellen.
Steganographie bezeichnet die Tarnung von geheimer Information in einer Kommunikation, während der Träger der Information, das Medium, keinen weiteren Sinn haben muss. Die Sicherheit einer geheimen steganografischen Information liegt darin, dass einem Unbefugten die Existenz einer solchen nicht auffällt oder, wenn er über die Existenz Bescheid weiß, er sie nicht erkennen kann.
Von Camouflieren oder auch Kaschieren spricht man, wenn Politiker zum Beispiel in Reden wahre Sachverhalte unterdrücken oder Top-Manager großer Unternehmen die wirtschaftliche Lage ihres Unternehmens positiv darstellen, obwohl dies nicht zutrifft.

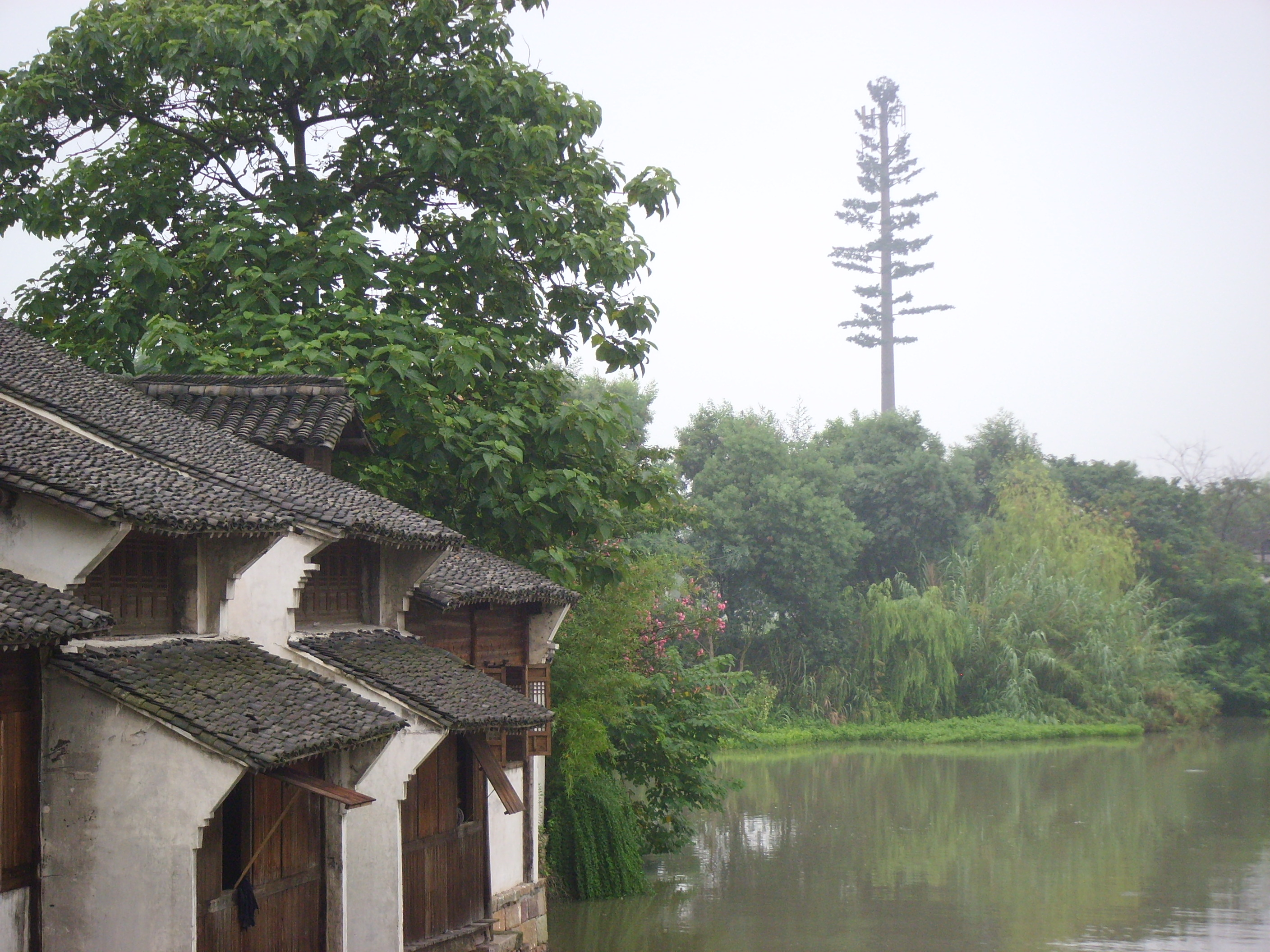
Getarnte Mobilfunk-Sendeanlage in der Nähe des Museumsdorfes Wuzhen Xizha in China
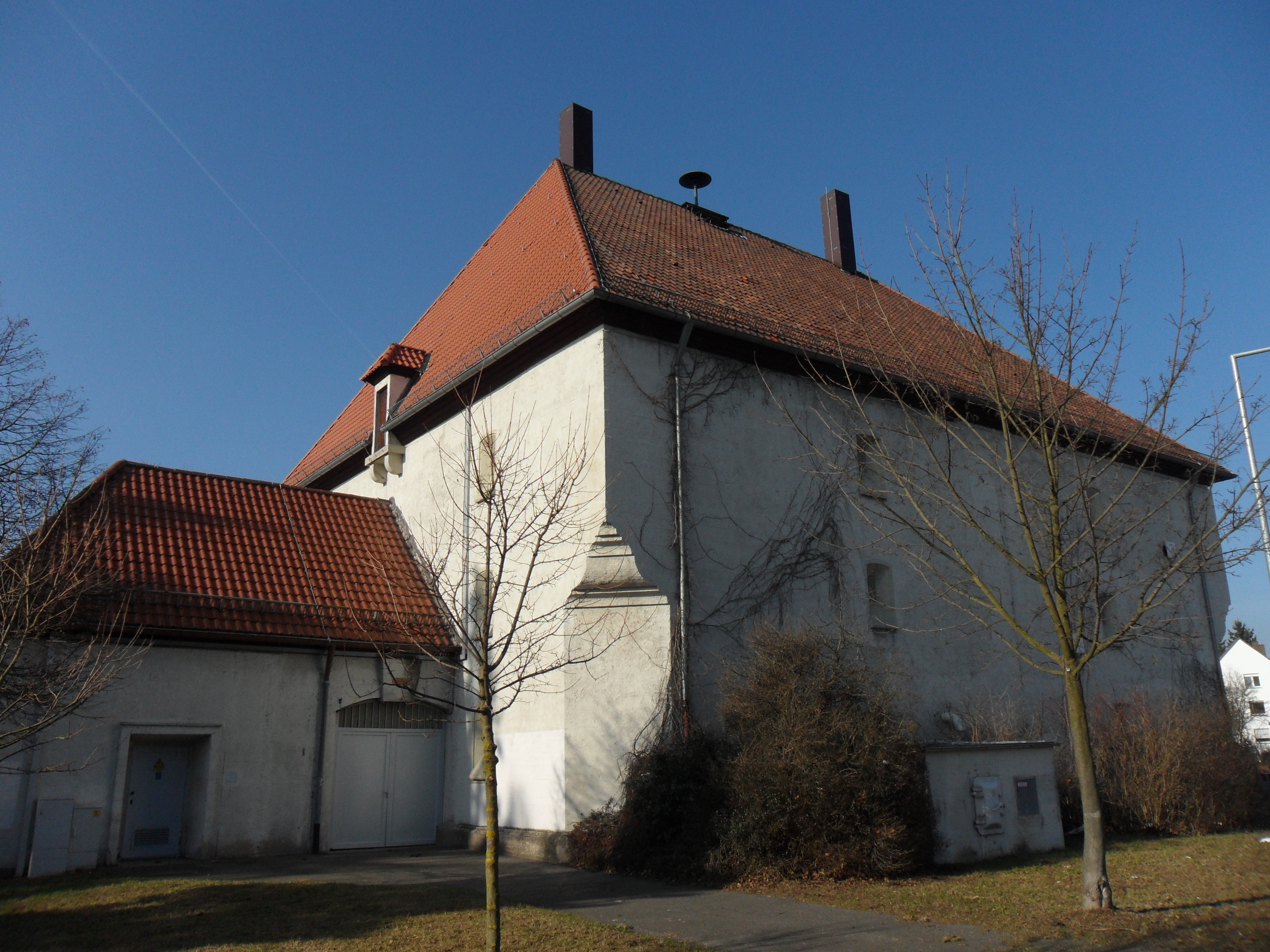
Schornsteinattrappen auf einem Hochbunker in Fürth dienen der Verkleidung von Mobilfunkantennen
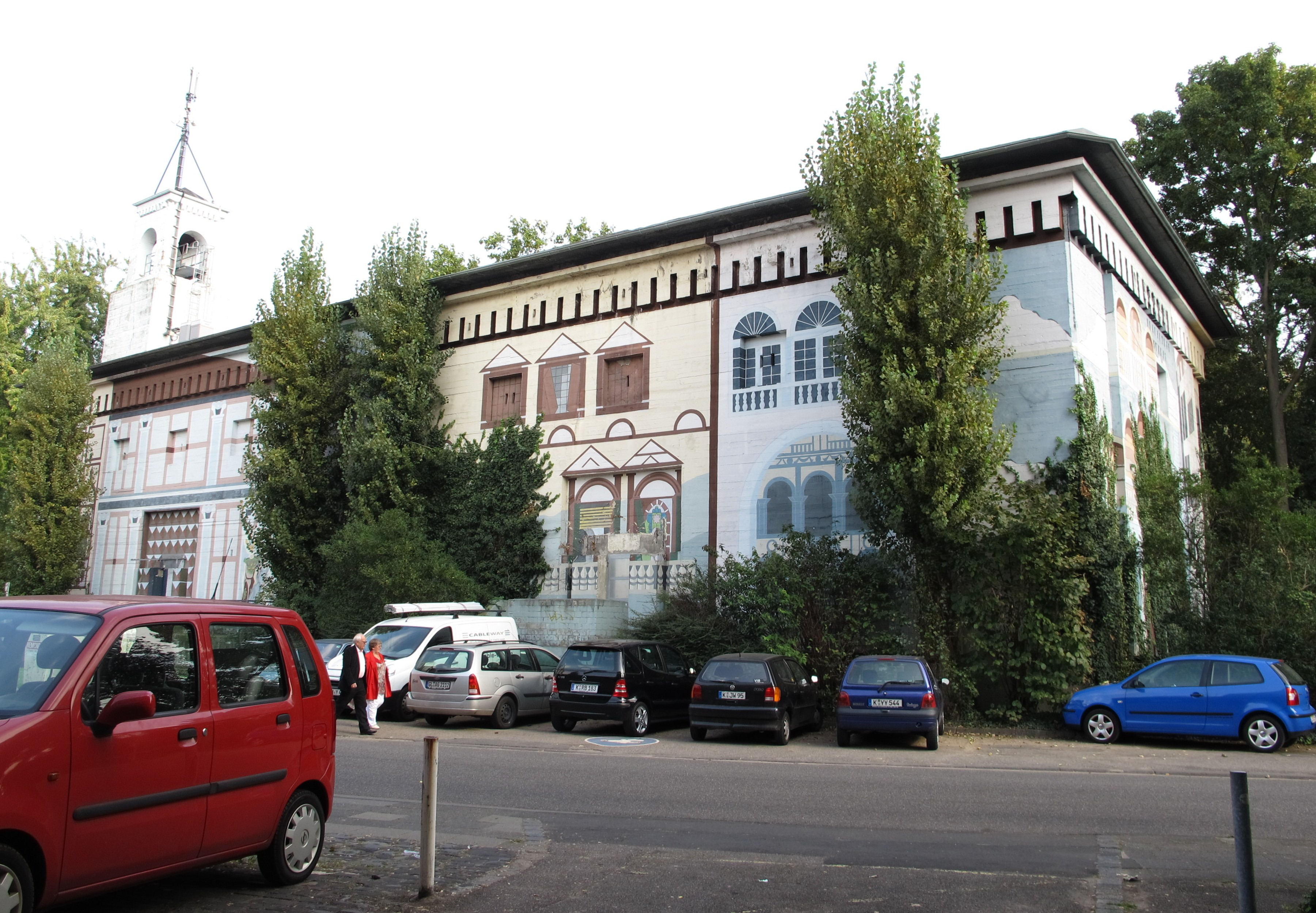
Als Kirche getarnter Luftschutzbunker Kirchenbunker Deutz, Zweiter Weltkrieg
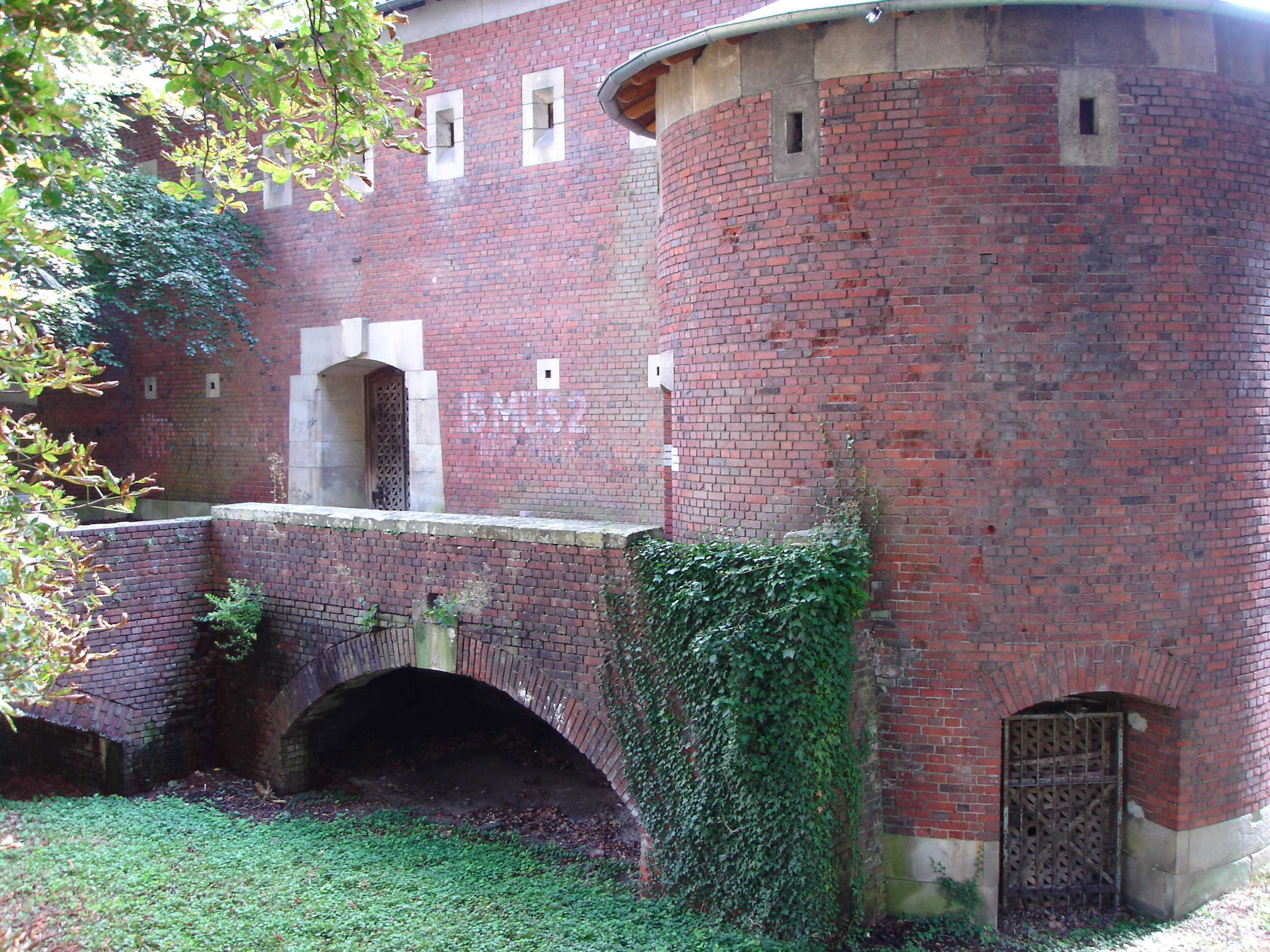
Als historische Burg getarnter Luftschutzbunker in Münster, Zweiter Weltkrieg
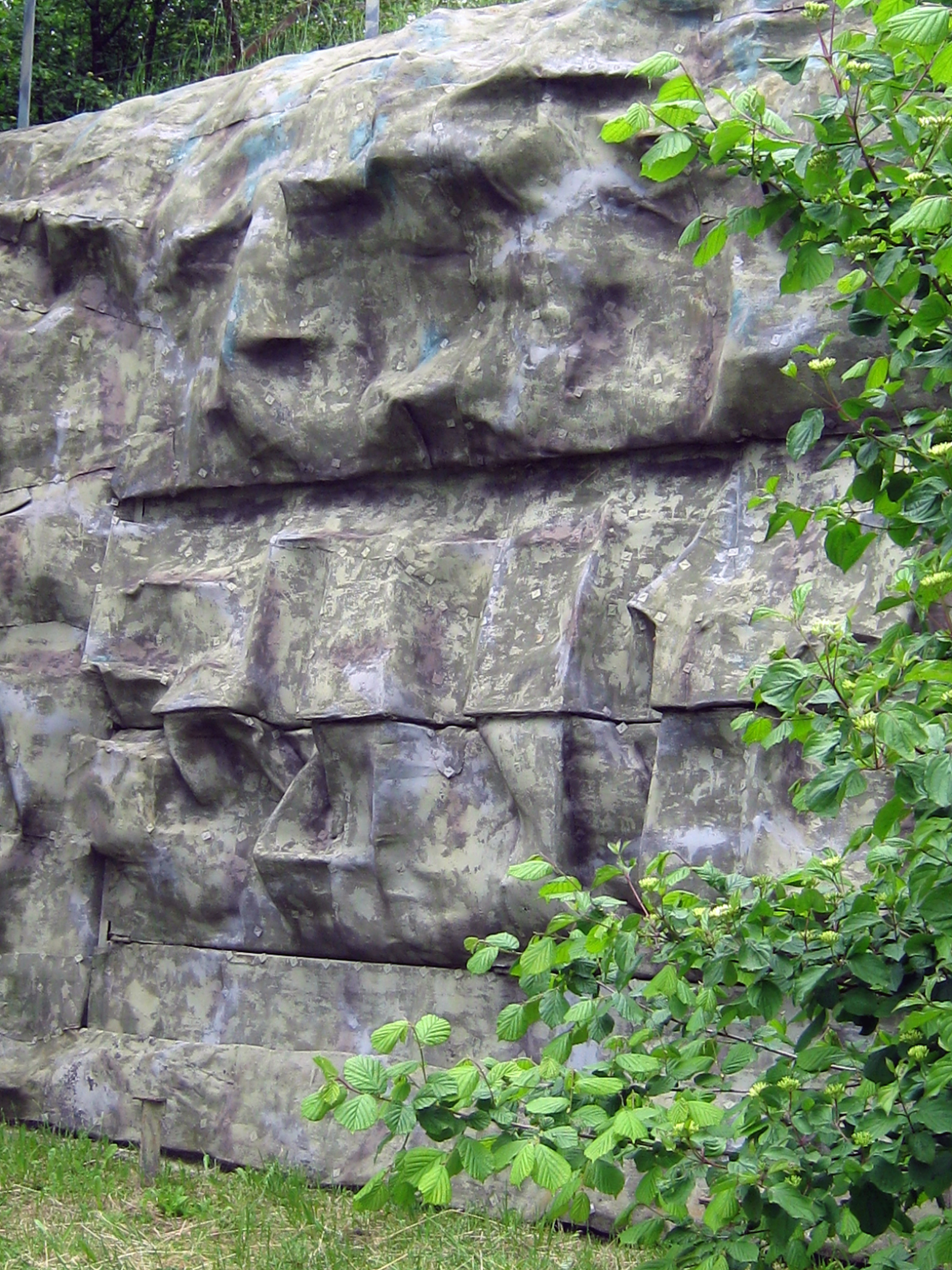
Abgedeckte Schießscharte der Schweizer Festung Reuenthal
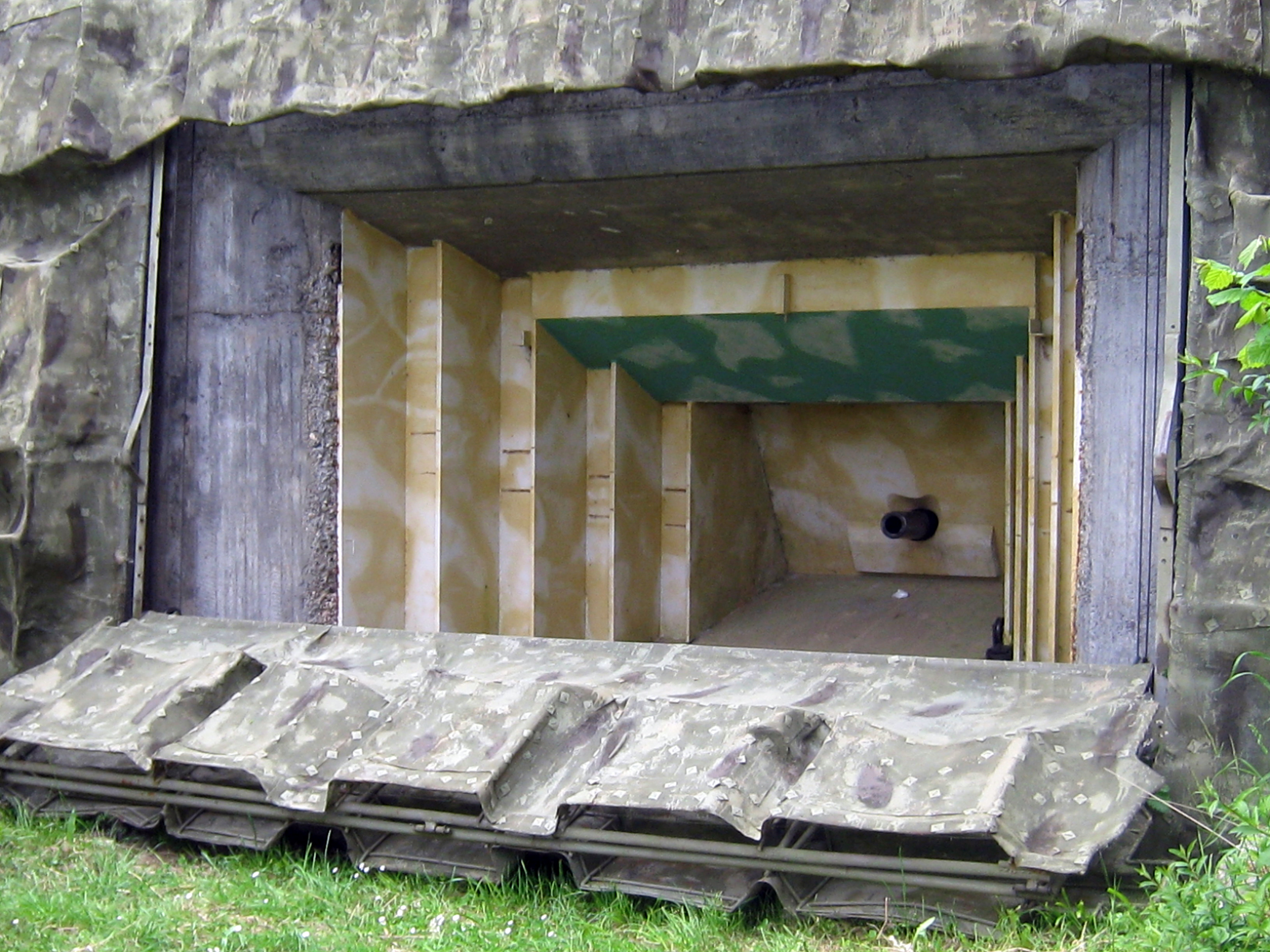
Offene Schießscharte der Schweizer Festung Reuenthal
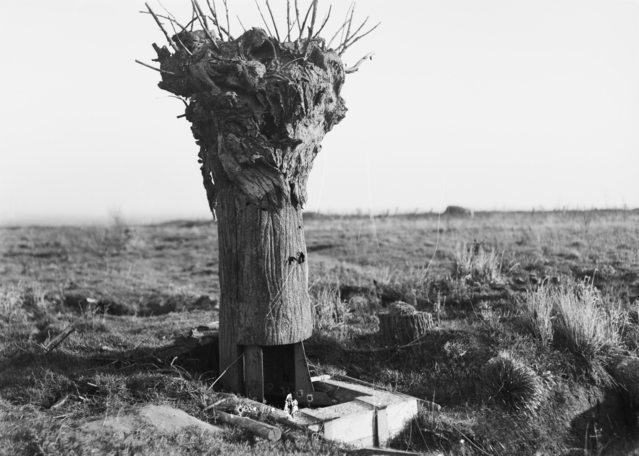
Die Attrappe eines Baumes wird in der Schlacht bei Messines auf dem Hügel 63 als Beobachtungsposten verwendet (Belgien am 7. Juni 1917)

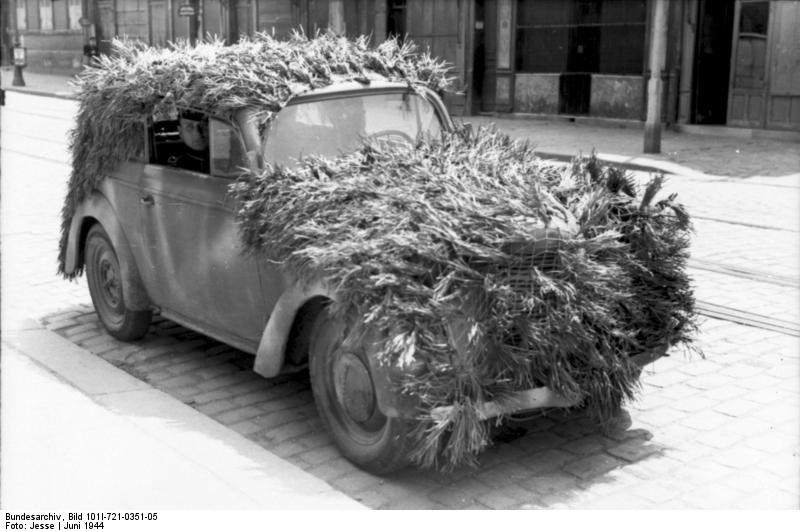
Deutscher Pkw Frankreich 1944
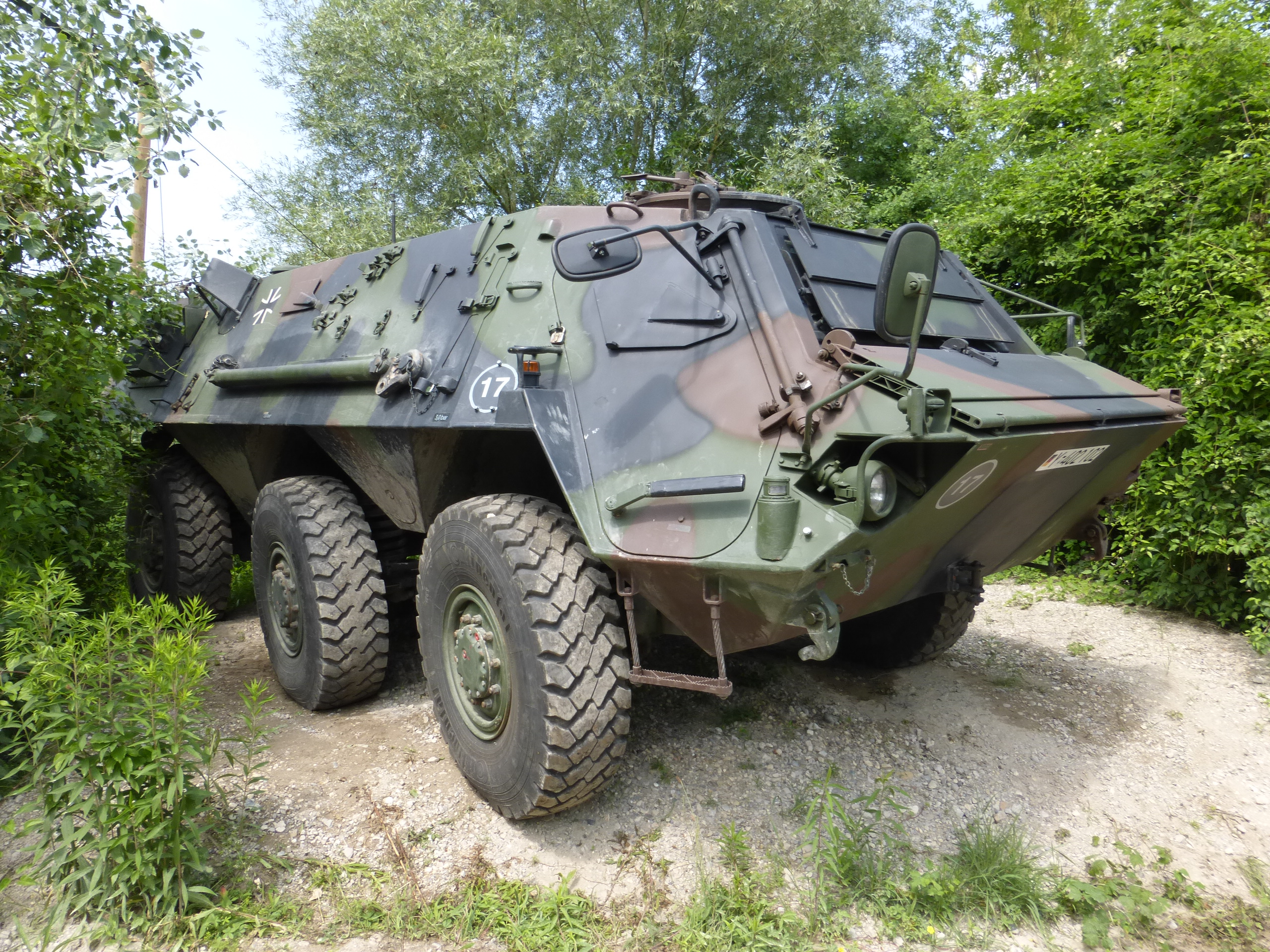
Transportpanzer Fuchs der Bundeswehr mit Dreifarb-Tarnanstrich
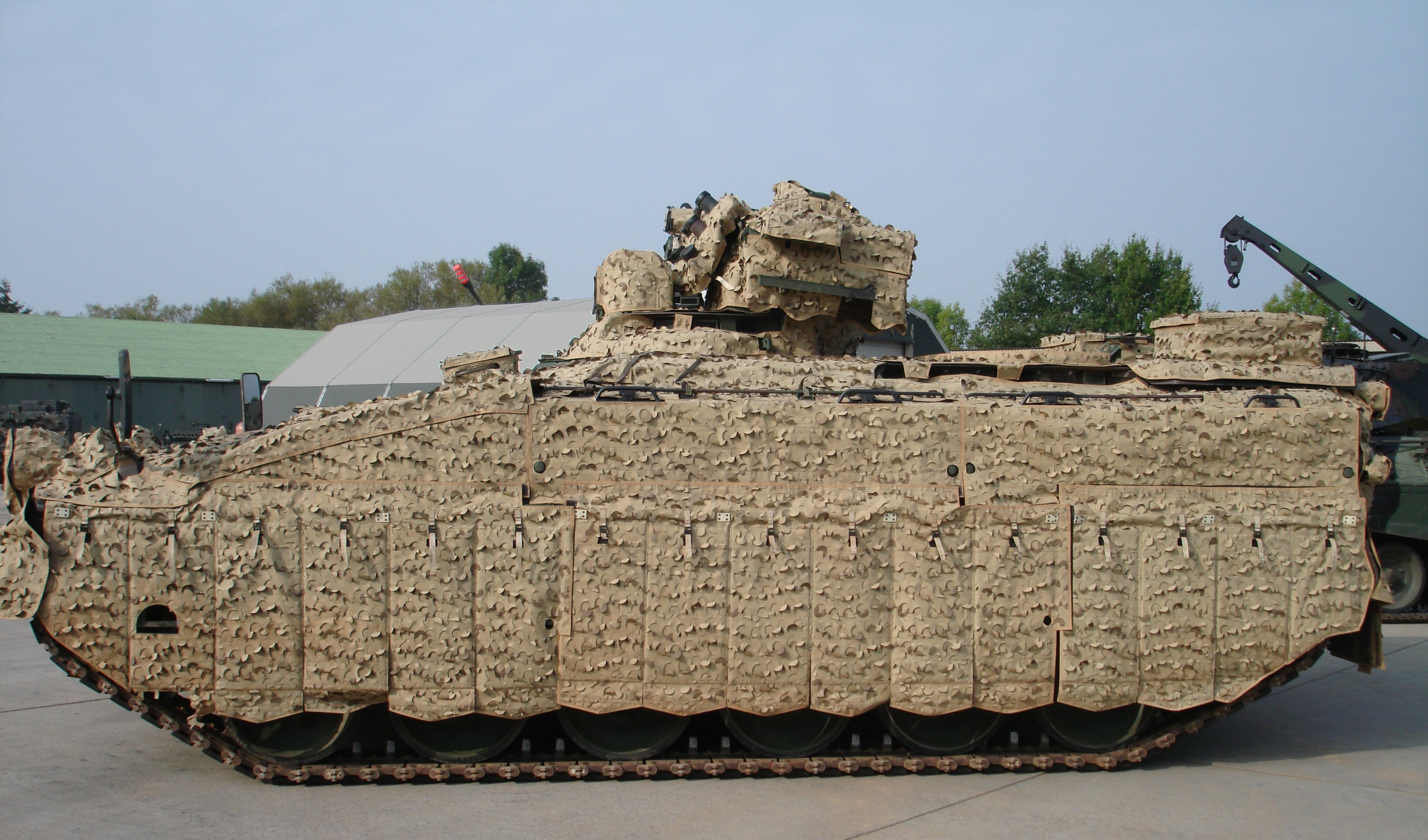
Schützenpanzer Marder 1A5 mit Barracuda-Tarnsystem von Saab
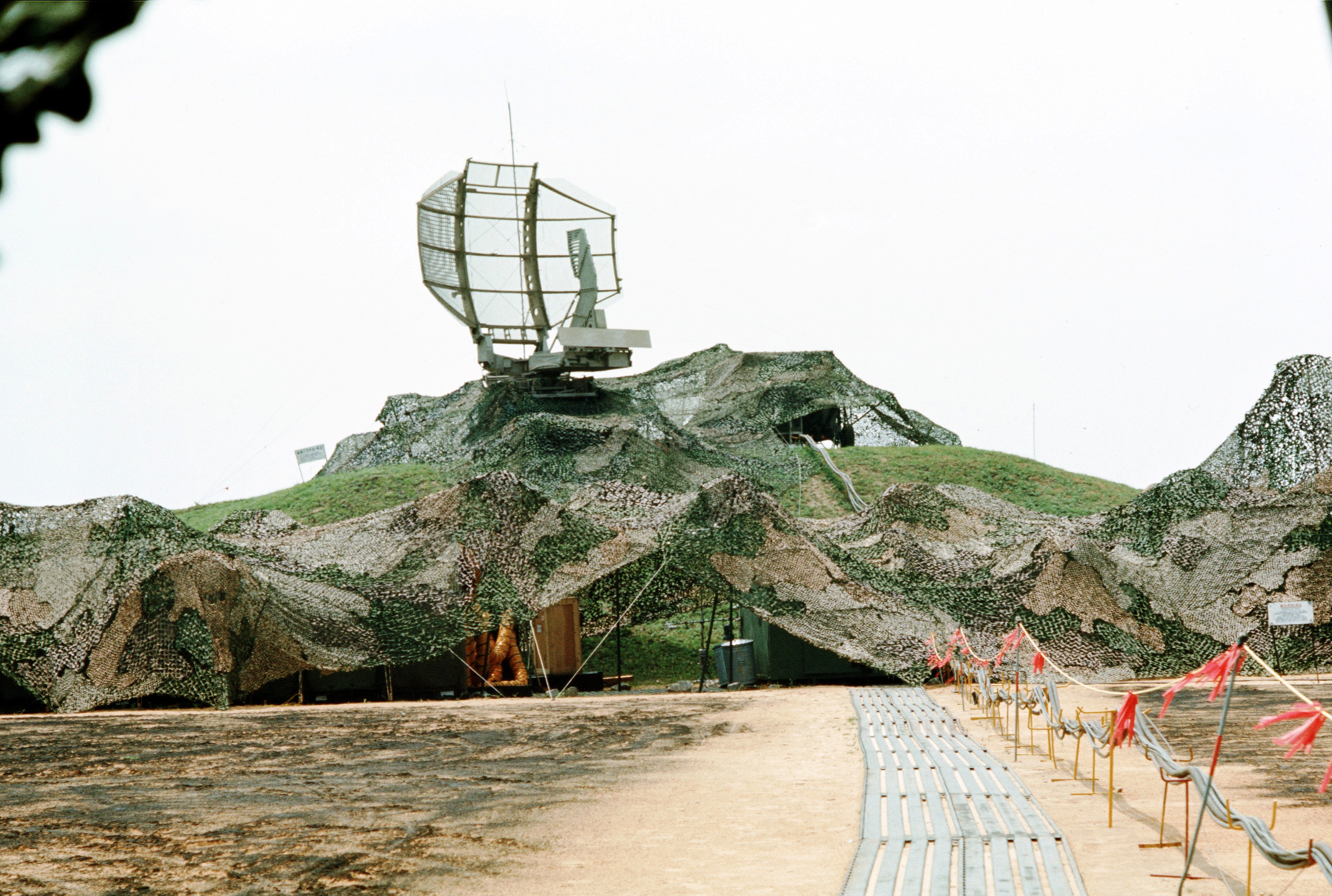
Radargerät AN/TPS-43 mit Tarnnetzen
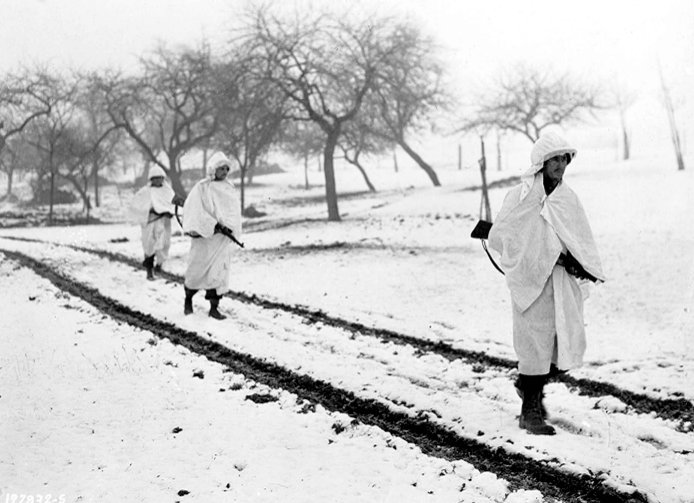
Amerikanische Soldaten mit aus weißen Laken improvisierter Schneetarnung während der deutschen Ardennenoffensive (1944)
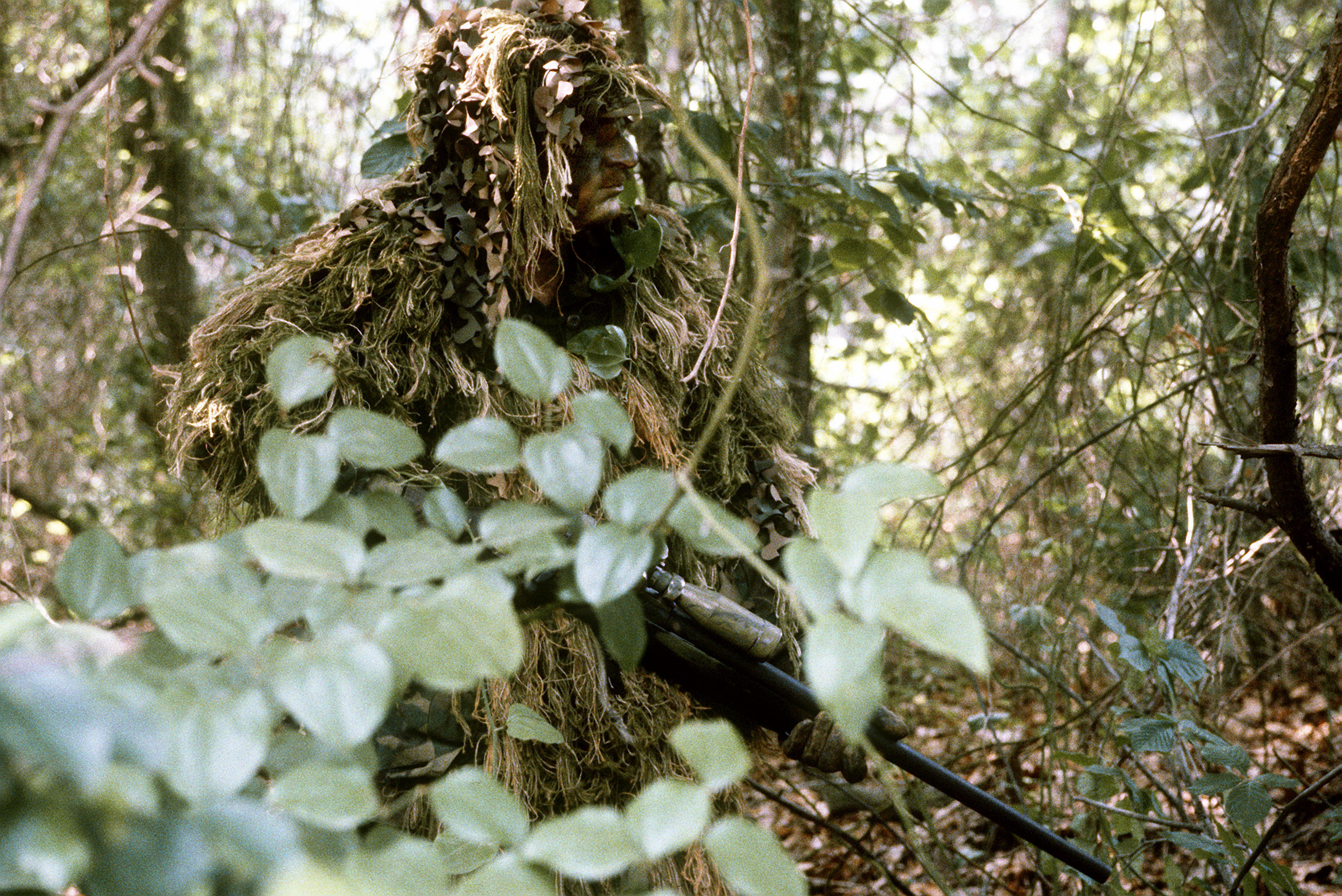
Scharfschütze im Ghillie-Anzug der US Marines

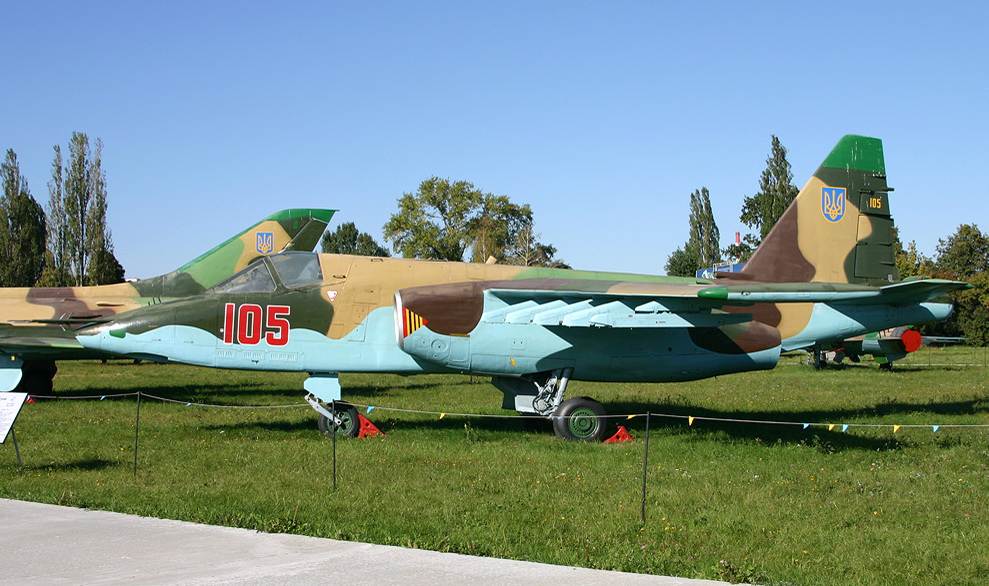
Su-25 mit Erdfarben auf der Ober- und Himmelblau auf der Unterseite
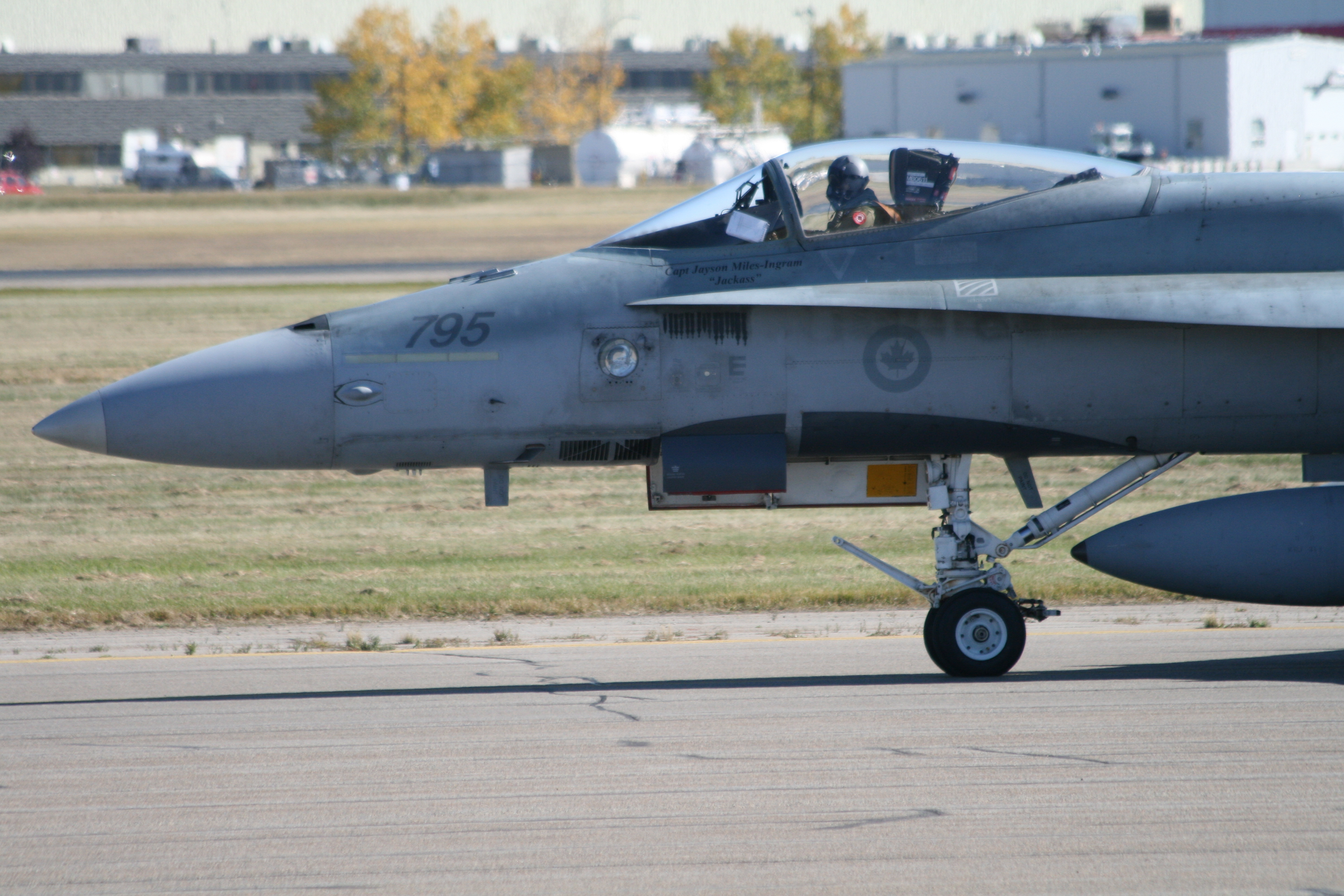
F/A-18 der kanadischen Luftwaffe. Die auf der Unterseite aufgemalte Cockpithaube soll im Luftkampf den Gegner über die tatsächliche Fluglage der Maschine täuschen
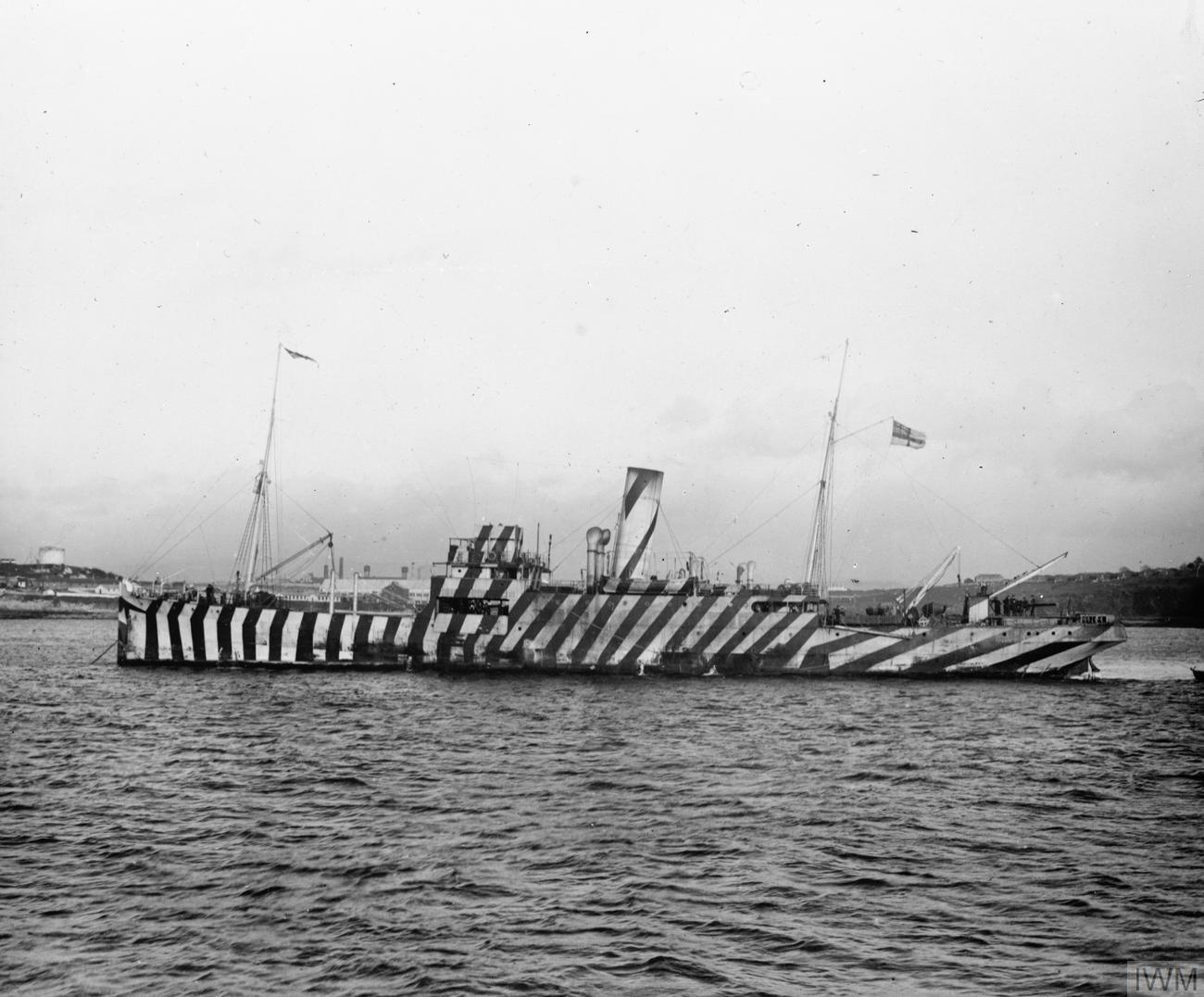
Kriegsschiff der Royal Navy mit Tarnanstrich (sog. Dazzle camouflage)
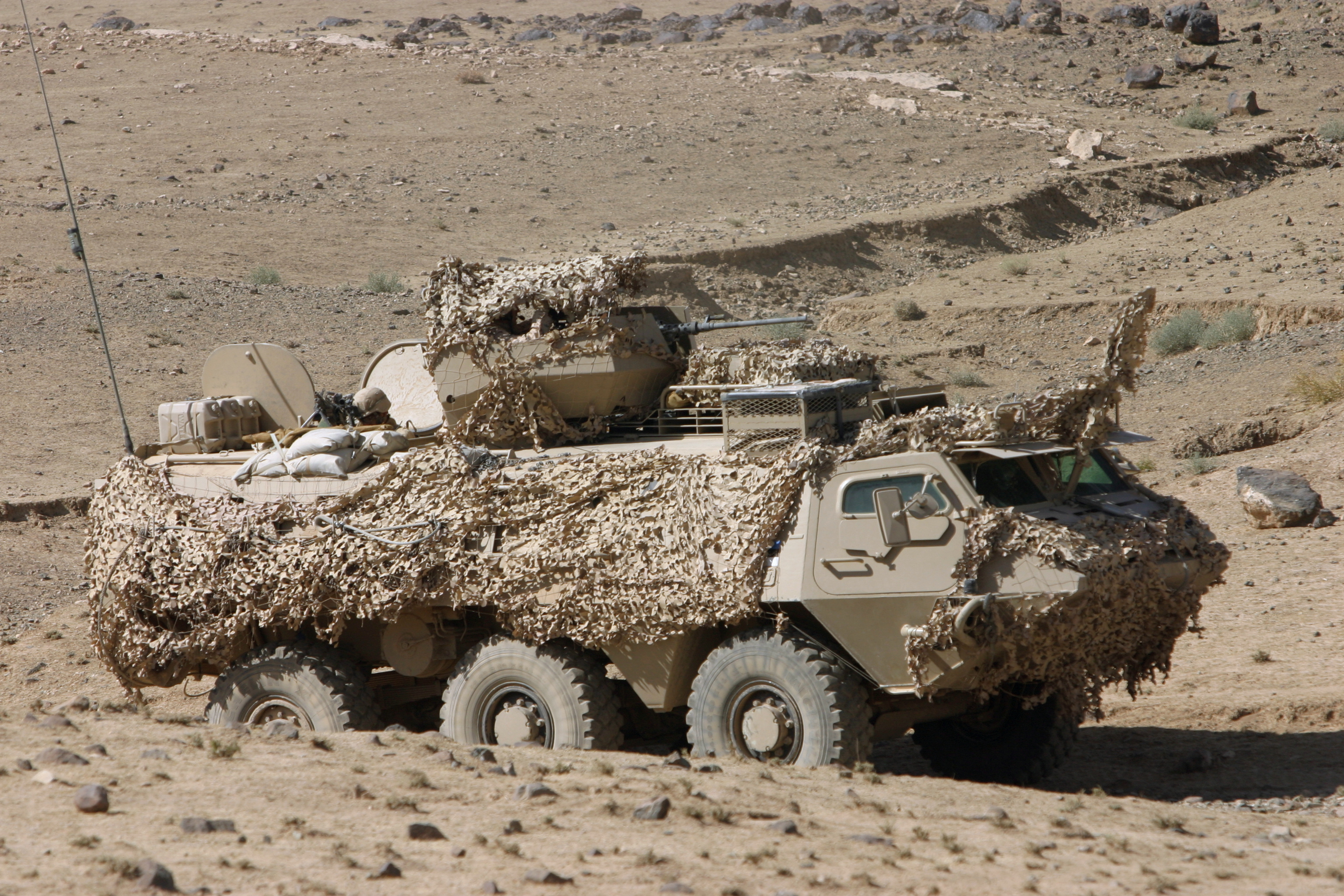
XA-180 in Afghanistan